# 1968
| 1968                                                         |
| ------------------------------------------------------------ |
| Dødsfald - Fødsler                                           |
| • Begivenheder • Film • Litteratur • Musik • Politik • Sport |

| Gregoriansk kalender | 1968 MCMLXVIII          |
| Ab urbe condita      | 2721                    |
| Armensk kalender     | 1417 ԹՎ ՌՆԺԷ            |
| Kinesiske kalender   | 4664 – 4665 丁未 – 戊申 |
| Etiopisk kalender    | 1960 – 1961             |
| Jødisk kalender      | 5728 – 5729             |
| Hindukalendere       |                         |
| - Vikram Samvat      | 2023 – 2024             |
| - Shaka Samvat       | 1890 – 1891             |
| - Kali Yuga          | 5069 – 5070             |
| Iransk kalender      | 1346 – 1347             |
| Islamisk kalender    | 1388 – 1389             |

Konge i Danmark: Frederik 9. 1947-1972
Se også 1968 (tal)

## Begivenheder

### Januar
- 2. januar – Verdens anden vellykkede hjertetransplantation blev udført på tandlægen Philip Blaiberg; transplantationen blev udført af den sydafrikanske læge Christian Barnard. Patienten døde dog et halvt år efter.
- 5. januar – Alexander Dubcek blev generalsekretær for det tjekkoslovakiske kommunistparti.
- 11. januar – Sverige indfører moms.
- 13. januar – Arveprins Knuds søn, Ingolf, gifter sig borgerligt med isenkræmmer Terneys datter Inge fra Lyngby og mister dermed arveretten til den danske trone.
- 15. januar – Sovjetunionen opsender det bemandede Sojuz 5 luftfartøj.
- 15. januar – En orkanagtig storm over Danmark koster 9 mennesker livet. Heriblandt 3 legende børn ved Rørkjær Skole, da taget blæser af skolen og lander på børnene.
- 21. januar – Et amerikansk B-52 Stratofortress bombyfly med 4 brintbomber styrter ned ved North Star Bay tæt på Thule Air Base i Grønland. Thuleulykken medfører omfattende debat i den efterfølgende Thule-sag.
- 23. januar – Ved folketingsvalget mister regeringspartiet Socialdemokratiet 7 mandater. Statsminister Jens Otto Krags regering går kort efter af, og afløses af en regering ledet af den radikale Hilmar Baunsgaard.
- 30. januar – 8. juni Nordvietnameserne foretager en lang række modangreb på de amerikansk styrker i Vietnam også kaldet Tet-offensiven

### Februar
- 1. februar - Saigons politigeneral Nguyen Ngoc Loan skyder på åben gade foran snurrende tv-kameraer en vietcong-soldat ved en ren henrettelse. Handlingen vækker afsky over hele verden
- 5. februar - den radikale Karl Skytte vælges til formand for folketinget
- 6. februar - Danmarks Radio sender nu farvefjernsyn fra alle sendere
- 10. februar - en dansk Sikorsky S-61 (U-281) forulykker under en natlig eftersøgning efter strandjægere over Vadehavet. Besætningen omkommer
- 10. februar - ved nogle af de første alvorlige raceuroligheder i USA bliver tre dræbt i South Carolina

### Marts
- 16. marts – I Vietnamkrigen dræber amerikanske soldater mindst 347 civile i landsbyen My Lai i Vietnam.

### April
- 2. april - Det Centrale Personregister bliver etableret og alle med dansk folkeregisteradresse i Danmark tildeles et CPR-nummer.
- 4. april – Martin Luther King myrdes.
- 4. april - Apollo 6, et ubemandet rumfartøj opsendes med en Saturn V raket
- 11. april - den tyske studenterleder Rudi Dutschke bliver skudt i Berlin. Han overlever dog, men forlader sit hjemland og ender senere i Århus, hvor han i 1979 dør af følgevirkningerne fra attentatet
- 18. april - en oliemagnat køber den gamle London Bridge og sender den sten for sten til USA
- 25. april - 52 omkommer, da en passagerfærge kæntrer 1.500 meter uden for havnen i Wellington, New Zealand

### Maj
- Maj – Langvarige studenteruroligheder i Frankrig får støtte fra arbejdere og tjenestemænd. Uroen får præsident Charles de Gaulle til at søge beskyttelse og støtte hos de franske hærenheder i Tyskland. Opstanden falder sammen, da de kommunistiske fagforeninger indgår et kompromis med regeringen
- 1. maj - den første Legoland åbner i Billund
- 16. maj - Folketinget vedtager en dagsorden om, at fredelige demonstrationer med politisk sigte er en af folkestyrets umistelige rettigheder
- 17. maj - i Frankrig går studenter og arbejdere efter mange dages opstand i gaderne i protestmarch over forholdene på skoler og universiteter i Paris og andre byer
- 25. maj - S-togs-linjen Holte-Hillerød med stationerne Birkerød og Allerød indvies
- 31. Maj – den danske skuespiller og entertainer Preben Uglebjerg bliver dræbt i en voldsom trafikulykke

### Juni
- 6. juni - Robert F. Kennedy myrdes på Hotel Ambassador i Los Angeles
- 7. juni - Godtfred Kirk Christiansen åbner det 8 tønder land store Legoland
- 8. juni - borgerrettighedsforkæmperen Martin Luther Kings formodede morder, James Earl Ray, bliver anholdt i London, England
- 24. juni – Frederik 10. døbes i Holmens Kirke

### August
- 1. august – Hassanal Bolkiah bliver kronet som sultan af Brunei
- 21. august - Sovjetisk-dominerede Warszawapagt tropper invaderer Tjekkoslovakiet og knuser et oprør kendt som Foråret i Prag
- 26. august - Margrethe-spiret på Roskilde Domkirke brænder under et restaureringsarbejde

### September
- 6. september - Kongeriget Swaziland i det sydlige Afrika bliver en selvstændig nation inden for Det Britiske Statssamfund
- 12. september – Den danske bokser Tom Bogs vinder sin første EM-titel, da han foran 12.000 tilskuere i Idrætsparken i København stopper letsværvægteren Lothar Stengel i 1. omgang
- 15. september - Sverige afholder Riksdagsvalg til Rigsdagen
- 29. september - Jørn Hjorting og Danmarks Radio lancerer "Dansktoppen"

### Oktober
- 2. oktober – 200-300 studenter og civile bliver dræbt under urolighederne i Mexico den såkaldte Tlatelolco massakre
- 5. oktober - under katolske borgerretsforkæmperes demonstration i Londonderry i Nordirland mod diskriminationen af katolikker, kommer det til blodige gadekampe med protestanter. Dermed indledtes terroristgruppernes kamp om Nordirland
- 11. oktober - Apollo 7, det første bemandede Apollo-rumfartøj, opsendes med astronauterne Wally Schirra, Donn Fulton Eisele og Walter Cunningham om bord
- 11. oktober - den første Olsen Banden-film har premiere
- 12. oktober - Spansk Guinea bliver selvstændigt under navnet Ækvatorialguinea
- 12. oktober - de 19. olympiske lege åbner i Mexico
- 14. oktober - James Hines fra USA bliver den første nogensinde, der løber under 10 sekunder i 100 meterløb i finalen under OL i Mexico City med tiden 9,95 sekunder. Først i 1983 gentages denne bedrift
- 16. oktober- de to sorte amerikanske atleter, Tommie Smith og John Carlos, udelukkes fra det amerikanske hold efter at have givet en Black Power-hilsen i forbindelse med en medaljeceremoni under Sommer-OL 1968
- 20. oktober - Jacqueline Kennedy, præsident Kennedys enke, indgår ægteskab med Aristoteles Onassis. Det sker på den privatejede ø Skorpios

### November
- 1. november - USA’s præsident Lyndon B. Johnson standser de amerikanske bombetogter over Nordvietnam
- 2. november - Danmark sætter varmerekord i november med 18,5 °C målt ved Præstø
- 5. november - Richard Nixon vinder en kneben valgsejr over Hubert Humphrey og bliver USA's 37. præsident
- 12. november - USA's højesteret omstøder en delstatslov fra Arkansas, som forbyder undervisning i evolutionsteorien i offentlige skoler
- 15. november - Verdens hidtil største passagerskib RMS Queen Elizabeth tages ud af drift. Skibet var på 83.673 bruttoton, var 314 meter langt og 36 meter bredt
- 21. november - Stud. psych. Finn Ejnar Madsen erobrer talerstolen fra rektor på Københavns Universitetet ved årsfesten
- 24. november - London–Sydney Marathon igangsættes ved Crystal Palace

### December
- 9. december - Douglas Engelbart præsenterer første gang en computermus
- 15. december - det vedtages, at alle danske værnepligtige fra 1. januar 1969 skal tiltales ved navn i stedet for nummer
- 24. december - Apollo 8 går i kredsløb omkring Månen for første gang

## Født

### Januar
- 2. januar – Cuba Gooding Jr., amerikansk skuespiller
- 9. januar – Joey Lauren Adams, amerikansk skuespiller.
- 28. januar – Sarah McLachlan, canadisk sanger og sangskriver.
- 29. januar – Edward Burns, amerikansk skuespiller.

### Februar
- 8. februar – Gary Coleman, amerikansk skuespiller (død 2010).
- 12. februar – Josh Brolin, skuespiller
- 18. februar – Molly Ringwald, amerikansk skuespillerinde.
- 27. februar – Ståle Solbakken, norsk fodboldtræner.

### Marts
- 2. marts – Daniel Craig, engelsk skuespiller
- 6. marts – Moira Kelly, amerikansk skuespillerinde.
- 30. marts – Celine Dion, canadisk sangerinde.

### April
- 1. april – Alexander Stubb, finsk udenrigsminister og medlem af EU-parlamentet
- 5. april – Mette Lisby, dansk stand-up komiker og skuespiller.
- 6. april – Jakob Ejersbo, dansk forfatter (død 2008).
- 8. april – Patricia Arquette, amerikansk skuespillerinde.
- 13. april – Margrethe Vestager, dansk politiker,
- 18. april – Jørn Pedersen, dansk politiker og borgmester.
- 19. april – Ashley Judd, amerikansk skuespillerinde.

### Maj
- 7. maj – Traci Lords, amerikansk skuespillerinde.
- 12. maj – Cecilie Frøkjær, dansk journalist og tv-vært.
- 26. maj – Kong Frederik 10. af Danmark, Danmarks konge.
- 28. maj – Kylie Minogue, australsk sangerinde og skuespillerinde.

### Juni
- 1. juni – Jason Donovan, australsk skuespiller og sanger.
- 2. juni – Jingdong Zhang, dansk-kinesisk elektrokemiker og professor (død 2021)
- 5. juni – Marc Rieper, tidligere dansk professionel fodboldspiller.
- 13. juni – Morten Rotne Leffers, dansk skuespiller (død 1998).

### Juli
- 21. Juli – Brandi Chastain, amerikansk fodboldspiller.
- 23. juli – Ronny Lerche, dansk cykelrytter (død 1999).
- 30. juli – Sofie Gråbøl, dansk skuespillerinde.
- 30. juli – Terry Crews,  amerikansk skuespiller

### August
- 5. august – Marine Le Pen, fransk politiker.
- 5. august – Colin McRae, skotsk rallykører (død 2007).
- 8. august – Christophe Dupouey, fransk cykelrytter (død 2009).
- 9. august – Gillian Anderson, amerikansk skuespiller.
- 9. august – Eric Bana, australsk skuespiller
- 17. august – Helen McCrory, engelsk skuespiller
- 21. august – Lene Siel, dansk sangerinde.
- 22. august – Casper Christensen, dansk stand-up-komiker.
- 28. august – Billy Boyd, skotsk skuespiller.

### September
- 18. september - Janus Kodal, dansk digter og forfatter.
- 25. September - Will Smith, amerikansk rapper og skuespiller.
- 27. september – Mari Kiviniemi, finsk politiker.
- 28. september – Naomi Watts, engelsk skuespillerinde.

### Oktober
- 6. oktober – Anna Libak, dansk forfatter og journalist.
- 12. oktober – Hugh Jackman, australsk skuespiller.
- 22. oktober – Shaggy, jamaicansk skuespiller og musiker.
- 28. oktober – Juan Orlando Hernández, honduransk politiker og forretningsmand.

### November
- 4. november − Martin Buch, dansk skuespiller.
- 18. november – Owen Wilson, amerikansk skuespiller.
- 22. november – Sidse Babett Knudsen, dansk skuespillerinde.

### December
- 2. december – Lucy Liu, amerikansk skuespillerinde.
- 3. december –  Brendan Fraser, amerikansk skuespiller.
- 25. december – Helena Christensen, dansk fotomodel.
- 28. december – Brian Steen Nielsen, dansk fodboldspiller og -manager.

## Dødsfald

### Januar
- 2. januar – Edith Buemann Psilander, dansk skuespiller (født 1879).
- 5. januar – Alv Ringereide, norsk maler (født 1907).
- 20. januar – Leo Swane, dansk forfatter, kunsthistoriker og museumsdirektør (født 1887).
- 21. januar – Kirsten Auken, dansk overlæge og forkæmper for seksualoplysning (født 1913).

### Februar
- 18. februar – Alice O'Fredericks, dansk filminstruktør (født 1900).
- 21. februar – Gunnar Lauring, dansk skuespiller (født 1905).
- 22. februar – Peter Arno, amerikansk tegner (født 1904).

### Marts
- 4. marts – Ellen Price, kgl. dansk solodanser (født 1878).
- 20. marts – Carl Th. Dreyer, dansk filminstruktør (født 1889).
- 25. marts – Arnulf Øverland, norsk forfatter (født 1889).
- 26. marts – Harry Felbert, dansk musik og kapelmester (født 1916)[1].
- 27. marts – Jurij Gagarin, sovjetisk kosmonaut (født 1934). – flyveulykke
- 30. marts – Bobby Driscoll, amerikansk barneskuespiller (født 1937).

### April
- 4. april – Martin Luther King, amerikansk borgerrettighedsforkæmper (født 1929). – myrdet
- 4. april – Torben Meyer, dansk hofblikkenslager og visesanger (født 1879).
- 7. april – Jim Clark, skotsk racerkører (født 1934).
- 7. april – Gunnar Biilmann Petersen, dansk arkitekt og grafiker (født 1897).
- 19. april – Poul Reumert, dansk skuespiller (født 1883).
- 26. april – John Heartfield, tysk kommunistisk grafiker (født 1891).

### Maj
- 3. maj – Tavs Neiiendam, dansk skuespiller og forfatter (født 1898).
- 6. maj – Toivo Mikael Kivimäki, finsk statsminister (født 1886).
- 16. maj – Gerda Ploug Sarp, dansk maler og tegner (født 1881).
- 24. maj – Oskar Hansen, dansk forfatter og journalist (født 1895).
- 24. maj – Ellen Nielsen, kgl. dansk operasanger (født 1890).
- 28. maj – Kees van Dongen, hollandsk billedkunstner (født 1877).
- 31. maj – Preben Uglebjerg, dansk skuespiller og entertainer (født 1931).

### Juni
- 1. juni – Helen Keller, amerikansk forfatter og aktivist (født 1880).
- 6. juni – Robert F. Kennedy amerikansk præsidentkandidat (født 1925). – myrdet
- 14. juni – Salvatore Quasimodo, italiensk digter og nobelprismodtager (født 1901).
- 15. juni – Wes Montgomery, amerikansk jazzguitarist (født 1923).
- 16. juni – Alan Stuart Paterson, new zealandsk tegneserieskaber (født 1902).
- 29. juni – Hans Egede Budtz, dansk skuespiller (født 1889).

### Juli
- 23. juli – August Tørsleff, dansk maler (født 1884).
- 28. juli – Otto Hahn, tysk kemiker og nobelprismodtager (født 1879).

### August
- 19. august – George Gamow, russisk/amerikansk fysiker (født 1904).

### September
- 4. september – Knud Højgaard, dansk ingeniør og entreprenør (født 1878).

### Oktober
- 10 oktober - Finn Alfred Olesen, Grønlænder født i Arsuk- halv dansk
- .15. oktober – Eik Skaløe, dansk musiker og sanger (født 1943). – selvmord
- 16. oktober – Freddie Frinton, engelsk komiker (født 1909)
- 19. oktober – Hans Kurt, dansk sanger og skuespiller (født 1909).
- 20. oktober – Frithiof Brandt, dansk filosof og psykolog (født 1892).

### November
- 1. november – Georg Papandreou, græsk politiker og tre gange ministerpræsident, fader til senere ministerpræsident Andreas Papandreou; (født 1888).
- 9. november – Jan Johansson, svensk jazzpianist (Jazz på svenska) og komponist (Pippi Langstrømpe) (født 1931). – bilulykke.
- 25. november – Upton Sinclair, amerikansk forfatter (født 1878).
- 28. november – Enid Blyton, engelsk børnebogsforfatter (født 1897).

### December
- 5. december – Vincent Næser, dansk læge og bladudgiver (født 1888)
- 7. december – Sigurd Elkjær, dansk forfatter og overlærer (født 1885)
- 9. december – Christen Lyngbo, dansk maler (født 1871)
- 10. december – Karl Barth, schweizisk teolog (født 1886)
- 12. december – Tallulah Bankhead, amerikansk skuespiller (født 1902)
- 20. december – John Steinbeck, amerikansk forfatter og nobelprismodtager (født 1902)
- 20. december – Axel Petersen, dansk fodboldspiller (født 1887)
- 22. december – Otto Gelsted, dansk forfatter og journalist (født 1888)
- 24. december – Knud Rex, dansk skuespiller (født 1912)
- 30. december – Trygve Lie, norsk FN-genralsekretær (født 1896)

## Sport
- Herlev Ishockey Klub bliver grundlagt – Af Torben With, Jørgen Raae og Poul Andersen
- 23. juni - Danmarks fodboldlandshold vinder 5-1 over Norge
- 12. september – Tom Bogs besejrer Lothar Stengel på knockout i 1. omgang i Idrætsparken og vinder europamesterskabet i professionel letsværvægtsboksning
- 25. setpember - det tjekkoslovakiske fodboldlandshold vinder i Idrætsparken 3-0 over Danmark. Alligevel jublede danskerne, der havde stor sympati Tjekkoslovakiet, der en måned tidligere var blevet invaderet af Sovjetunionen
- 18. oktober - Bob Beamon sætter sin fantastiske verdensrekord i længdespring med 8,90 m ved OL i Mexico City – en rekord der skal komme til at holde i 23 år
- 20. oktober - ved OL i Mexico vinder amerikaneren Dick Fosbury guld i højdespring med et spring på 2,24 meter. Han chokerer hele verden med sin specielle springteknik, hvor han vender ryggen mod overliggeren, det såkaldte "Fosbury Flop"

## Nobelprisen
- Fysik – Luis W. Alvarez
- Kemi – Lars Onsager
- Medicin – Robert W. Holley, Gobind Khorana og Marshall W. Nirenberg, USA. (Den genetiske kode.)
- Litteratur – Yasunari Kawabata
- Fred – René Cassin

## Film
- 11. oktober – Den første af de 14 Olsen Banden-film, af makkerparret Erik Balling og Henning Bahs har premiere. Den sidste er fra 1998

## Musik
- 22. februar - Johnny Cash og June Carter bliver forlovet
- 8. april - Spanien vinder årets udgave af Eurovision Song Contest, der blev afholdt i Royal Albert Hall, London, med sangen "La, la, la" af Massiel. Dette var første gang konkurrencen blev vist i farver
- 19. september - Savage Rose (bestående af brødrene Anders og Thomas Koppel og sangerinde Anisette) debuterer i Tivolis Koncertsal
- 1. november - George Harrison's LP, ”Wonderwall” bliver udgivet. Det er det første soloalbum fra et af Beatles-medlemmerne
- 22. november – The Beatles udgiver deres Hvide Album med titlen "The Beatles"
- 26. november - Rockgruppen Cream med blandt andet Eric Clapton giver afskedskoncert i Royal Albert Hall i London
- 30. november - Diana Ross and the Supremes indtager førstepladsen på den amerikanske hitliste med sangen ”Love Child”, hvor den dengang lidt kontroversielle sang blev i to uger
- Black Sabbath dannet i Birmingham.